# Clubul Alpin Român
Clubul Alpin Român este o asociație de turism cu specific montan din România, fondată în data de 18 martie 1934 din inițiativa unui grup ce se intitula „Gruparea alpină”. Sufletul și inițiatorul Clubului Alpin Român  a fost tânărul avocat Nicolae Dimitriu. Este afiliată la Uniunea Internațională a Asociațiilor de Alpinism (UIAA) din 1937. 

## Istoric
După un an de conviețuire rodnică cu asociația-gazdă ADMIR, Gruparea alpină s-a retras și la 18 martie 1934 a pus temelia Clubului Alpin Român, preluând și revista Buletinul Alpin. Înființarea Clubului Alpin Român a constituit o necesitate a timpului, în sensul de a scoate alpinismul românesc de pe vechile făgașe – potecile – și a-l îndrepta către abordarea abrupturilor, a pereților stâncoși și a escaladelor de iarnă, activitate solicitată în mod deosebit de către tineretul acelor vremuri și apreciat de tineretul de astăzi. De asemenea, din necesitatea de îndrumare, găzduire și, de ce nu, școlarizare în cățărarea alpină.
În 1934-1948, Clubul Alpin Român, în conformitate cu statutul său, a continuat excursiile colective gradate cu persoane din afara clubului, pentru a face cunoscut amatorilor abruptul prahovean al Bucegilor, altele în alți masivi ai țării sau peste hotare, a marcat drumuri pentru înlesnirea accesului în munți, a construit Refugiul Coștila, în 1938, și Căminul Alpin, în 1939, pentru odihna alpiniștilor la un preț accesibil, a cumpărat în 1947 un spațiu în București (Bd. Elisabeta 15) pentru sediul Clubului, a tipărit până în 1937 Buletinul Alpin, iar în 1938-1940 Buletinul Clubului Alpin Român, a organizat prima școală de tehnică modernă în cățărarea alpină, ridicând prin aceasta gradul de dificultate de la I la V, cu pasaje de gradul VI potrivit normelor UIAA, a confecționat insigna Clubului.

## Filiale și sucursale
Filiale și sucursale ale Clubului Alpin Român se regăsesc în următoarele orașe:
- Filiale
  - Cluj-Napoca
  - București

- Sucursale
  - Brașov
  - Dej
  - Constanța